# Bendisodes aeolia
Bendisodes aeolia là một loài bướm đêm trong họ Erebidae.